# 我的自传
《我的自传》（直译：一个革命者的回忆录）是彼得·阿列克谢耶维奇·克鲁泡特金的自传。该书中文版最早出版于1930年，由巴金翻译。

## 概述

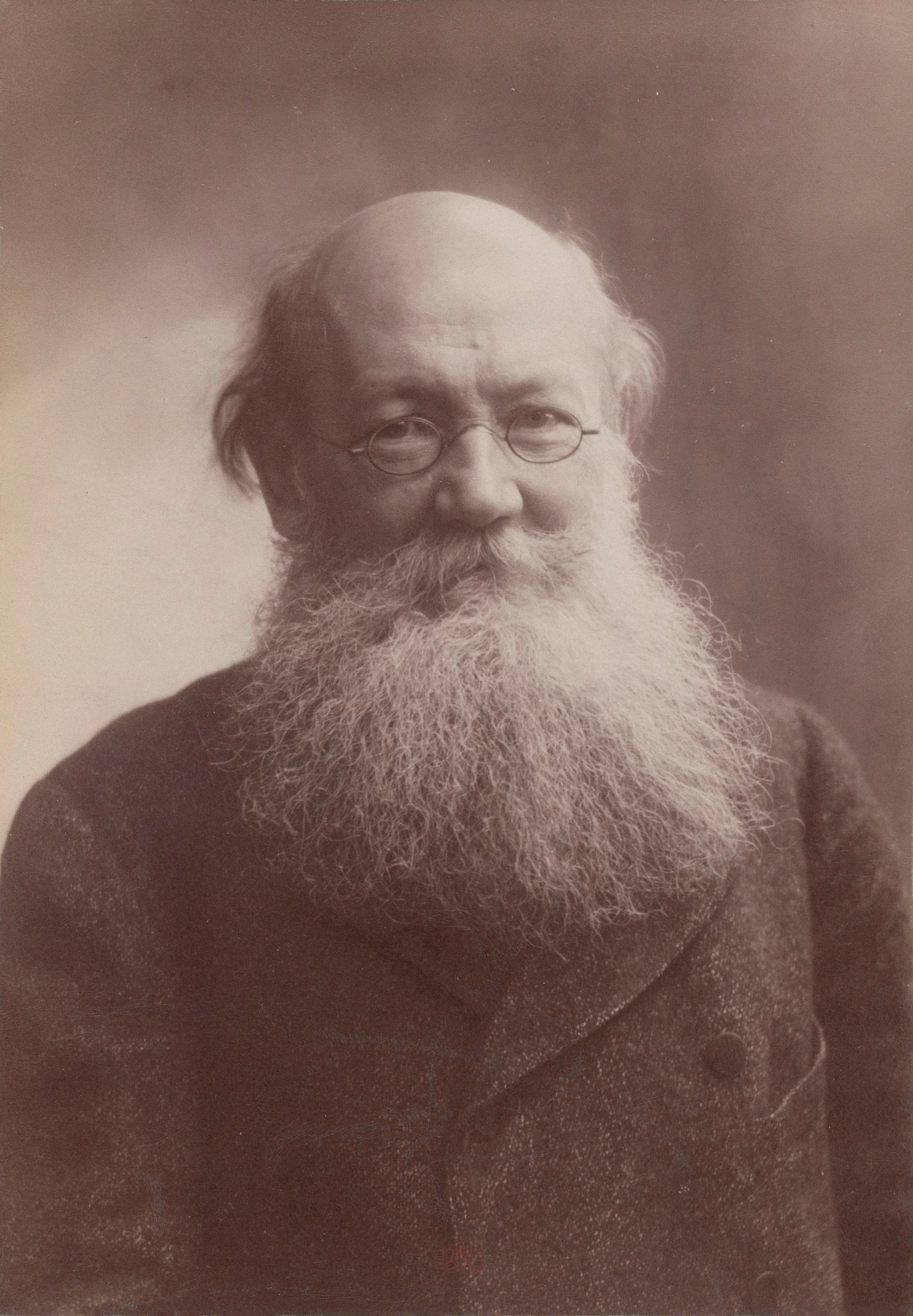
克鲁泡特金，摄于约1900年

这本书讲述了克鲁泡特金的人生轨迹，他的无政府主义哲学，以及他对社会主义事业的投入。这本书涵盖了他的童年、军校学习、地质工作、政治觉醒、国际旅行和柴科夫斯基圈时的见闻。克鲁泡特金还在书中谈及了他从俄罗斯监狱逃出后在西欧流亡生活的情况。

## 出版史
本书的一部分于1898年至1899年间以英文发表在《大西洋》上，第一次以书籍形式出版是在1899年，由霍顿米夫林出版公司出版，乔治·布兰德斯作序，其后在英文世界被多次再版。在1899年英文第一版问世后，俄语版也于不久后出版，克鲁泡特金在俄语版上添加了一些自己的批注。此后，俄语版也多次再版。1933年苏联学园出版社的经典版本便基于克鲁泡特金添加的批注版的书籍，这也是其后该书俄语各版的基础。1930年，本书在中国出版，由巴金翻译。1939年再版，巴金评价道：“这是我最喜欢的一部书，也是在我的知识发展上给了绝大影响的一部书。”最近一版为2007年人民文学出版社版。
《斯拉夫东欧评论》的一位评论者表示这本书在今日仍有其价值。虽然他赞扬了英文版的大量尾注和批注，但亦指出如使用脚注而非尾注更为合适，且俄语1933年版的插图值得引入。

## 扩展阅读
- . The New Yorker. 1969-06-28, 45 (19): 96. ISSN 0028-792X.